# Oshwe
Oshwe este un oraș în  provincia Bandundu, Republica Democrată Congo. În 2012 avea o populație de 22 576 de locuitori, iar în 2004 avea 18 769.